# 昨日・今日・明日

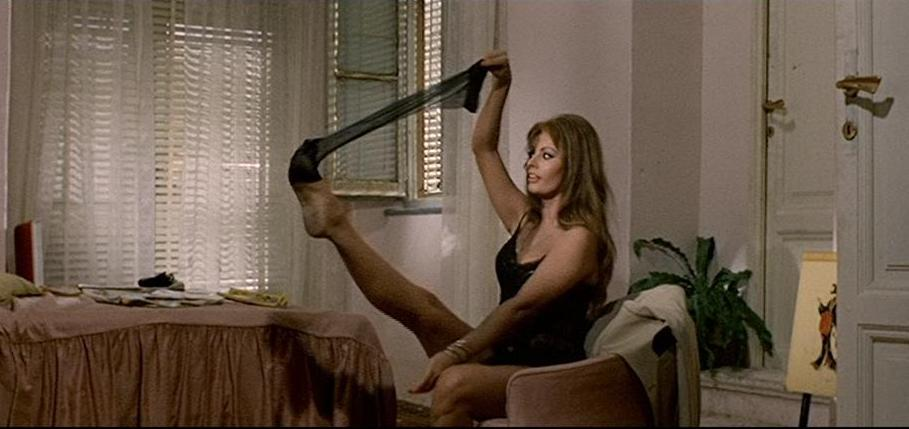
ソフィア・ローレン

『昨日・今日・明日』（きのう きょう あす、きのう きょう あした、原題: Ieri, Oggi, Domani）は、1963年に公開されたイタリア映画。監督はヴィットリオ・デ・シーカ。「アデリーナ」「アンナ」「マーラ」の3つからなる。第37回アカデミー賞で外国語映画部門を受賞した。

## ストーリー

### 「ナポリのアデリーナ」
復員後失業中の夫カルミネ（マルチェロ・マストロヤンニ）に代わって妻アデリーナ（ソフィア・ローレン）は闇タバコの商売で一家を支えていた。しかし未払いの罰金を徴収に来た役人を追い払ったため、逮捕されることに。相談した弁護士から「妊婦は出産後半年は逮捕されない」と助言され、夫婦は子作りに励むのだが……。

### 「ミラノのアンナ」
社長夫人のアンナ（ソフィア・ローレン）はパーティーで知り合った青年レンツォ（マルチェロ・マストロヤンニ）とドライブに出かけた。ドライブ中、アンナは裕福ながらも心が満たされない不満をレンツォにぶつけ、二人で遠くへ行こうとレンツォを誘う。

### 「ローマのマーラ」
神学生のウンベルト（ジャンニ・リドルフィ）は休暇のため祖父母のいるローマのマンションに遊びに来た。ウンベルトは隣に住むコールガールのマーラ（ソフィア・ローレン）に一目惚れするが、祖母（ティーナ・ピーカ）はマーラを嫌い悪態をつく。ウンベルトは祖母と喧嘩をした挙げ句、仕舞いには神学生を辞めるとまで言い出す。ある日、部屋で上客のアウグスト（マルチェロ・マストロヤンニ）と一緒にいるところ祖母が訪ねて来て、孫を説得して欲しいとマーラに頼み込む。根が善良なマーラは祖母にある約束をする。

## キャスト
| 役名                             | 俳優                       | 日本語吹替                                                                                          | 日本語吹替                            |
| 役名                             | 俳優                       | TBS版                                                                                               | NHK版                                 |
| -------------------------------- | -------------------------- | --------------------------------------------------------------------------------------------------- | ------------------------------------- |
| アデリーナ／アンナ／マーラ       | ソフィア・ローレン         | 富永美沙子                                                                                          | 小林千登勢                            |
| カルミネ／レンツォ／アウグスト   | マルチェロ・マストロヤンニ | 羽佐間道夫                                                                                          | 瑳川哲朗                              |
| ウンベルト                       | ジャンニ・リドルフィ       | 安田隆                                                                                              |                                       |
| ジョヴァンナ（ウンベルトの祖母） | ティーナ・ピーカ           | |                                       |
| 不明 その他                      |                            | 青野武 諏訪孝二 嶋俊介 城山堅 塩見竜介 塚田正昭 風祭修一 野沢雅子 国坂伸 幸つや子 千葉耕市 西沢和子 |                                       |
|                                  |                            | |                                       |
| 演出                             | 演出                       | 滝山照生                                                                                            |                                       |
| 翻訳                             | 翻訳                       | 尾坂力                                                                                              |                                       |
| 効果                             |                            | |                                       |
| 調整                             | 調整                       | 杉原日出弥                                                                                          |                                       |
| 制作                             | 制作                       | グローバルプロダクション                                                                            |                                       |
| 解説                             | 解説                       | 荻昌弘                                                                                              |                                       |
| 初回放送                         | 初回放送                   | 1972年1月17日 『月曜ロードショー』                                                                  | 1973年12月31日 『劇映画』 14:30-16:29 |

- テレビでの初回放送は『金曜映画劇場』であるが「ミラノのアンナ」がカットされ、別のストーリーが付けられての３話形式であった。1972年1月17日『月曜ロードショー』での放送時には『金曜映画劇場』放送分の最初に「ミラノのアンナ」が付け足され、４話形式で放送された。